# Dhondup Wangchen

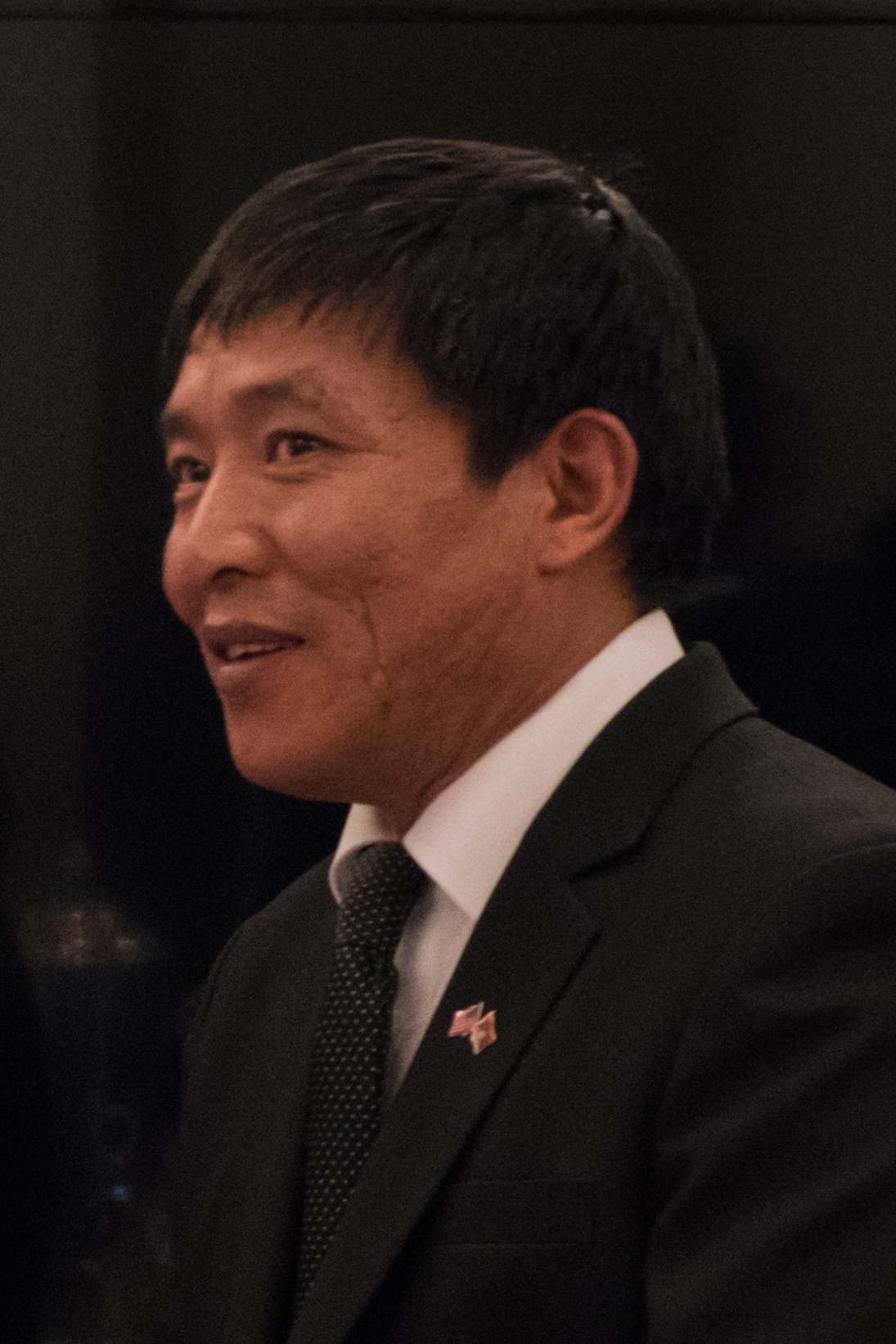
Dhondup Wangchen

Dhondup Wangchen (ur. 17 października 1974) – tybetański filmowiec amator i aktywista, więzień polityczny.
Urodził się w ubogiej rodzinie rolniczej, w prefekturze Haidong (prowincja Qinghai). Nie uzyskał formalnego wykształcenia, w 1993 przeniósł się do Lhasy. W tym samym roku wraz z kuzynem przedostał się do Indii, by spotkać się z Dalajlamą. Wydarzenie to było dlań motywacją do podjęcia działalności społecznej. W 2007, wspólnie z przyjaciółmi rozpoczął pracę nad filmem dokumentalnym ukazującym tybetański punkt widzenia na kwestie związane z chińską administracją, Dalajlamą czy olimpiadą w Pekinie. Obraz, w oryginale noszący tytuł Jigdrel, wykorzystuje fragmenty wywiadów przeprowadzonych w czasie kilkumiesięcznych podróży Dhondupa i jego współpracowników po Tybecie. Dzięki przeszmuglowaniu materiału filmowego za granicę dokument ten wyprodukowano pod auspicjami powstałej w Szwajcarii wytwórni Filming for Tibet. Wyświetlany był w przeszło 30 krajach, w tym w Polsce, przetłumaczony został między innymi na język francuski, niemiecki, węgierski, japoński i chiński.
Sam Dhondup Wangchen krótko po zakończeniu pracy nad filmem został aresztowany (26 marca 2008). W czasie przesłuchań był torturowany. Postawiono mu zarzuty związane z nielegalnym dziennikarstwem oraz podżeganiem do obalenia władz. Udało mu się uciec, jednakże ponownie go zatrzymano i osadzono w areszcie nr 1 w Xiningu. 28 grudnia 2009 został, w utajnionym procesie, skazany na 6 lat więzienia za podburzanie do separatyzmu. W kwietniu 2010 został przeniesiony do obozu pracy Xichuan. Uhonorowany International Press Freedom Award (2012).
Jak podaje strona ratujtybet.org został zwolniony z więzienia 5 czerwca 2014 roku. 
W 2017 r. uciekł z rodziną do Stanów Zjednoczonych, gdzie otrzymał azyl już w 2012 r.